# Primarias municipales del Frente Amplio de 2020

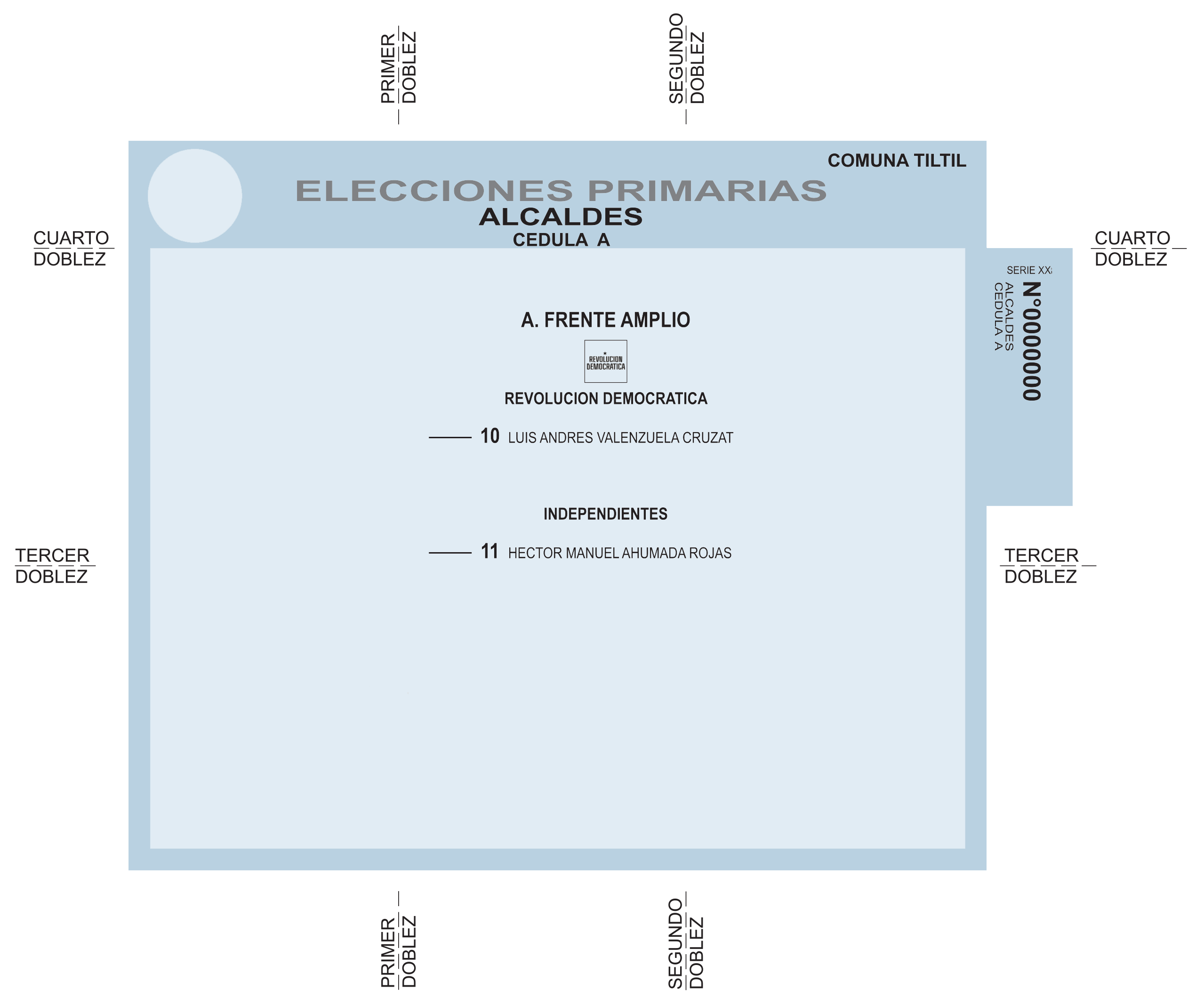
Cédula de votación utilizada en la primaria de alcalde de Tiltil, entregada exclusivamente a los militantes de partidos que conforman el Frente Amplio.

El 29 de noviembre de 2020 se llevaron a cabo elecciones primarias municipales realizadas por el Frente Amplio (FA), de manera simultánea con las primarias municipales de los pactos Chile Vamos y Ecologistas e Independientes. A partir de estas primarias se decidió quiénes serán los candidatos a alcalde en determinadas comunas.

## Candidaturas
Las candidaturas fueron inscritas ante el Servicio Electoral de Chile (Servel) el 30 de septiembre de 2020, considerando la realización de primarias para elegir candidato a alcalde en 4 comunas de la Región de Valparaíso y 4 de la Región Metropolitana.
La lista de candidaturas inscritas ante el Servel fue la siguiente:
| Región        | Comuna        | Comunes             | CS                 | PL             | RD                 | Independientes       |
| ------------- | ------------- | ------------------- | ------------------ | -------------- | ------------------ | -------------------- |
| Valparaíso    | Putaendo      |                     | Verónica Barrera   |                |                    | Manuel Pino          |
| Valparaíso    | Quilpué       |                     | Valeria Melipillán |                | Fidel Cueto        |                      |
| Valparaíso    | Villa Alemana |                     |                    |                | Masud Yunes        | Cristian Luna        |
| Valparaíso    | Viña del Mar  |                     | Alejandro Aguilera | Nicolás Guzmán | Macarena Ripamonti |                      |
| Metropolitana | Maipú         |                     |                    |                | Tomás Vodanovic    | María Teresa Álvarez |
| Metropolitana | Quinta Normal | Juan Pablo Sanhueza |                    | Gonzalo Soto   |                    |                      |
| Metropolitana | San Miguel    |                     |                    |                | Andrés Dibán       | Erika Martínez       |
| Metropolitana | Tiltil        |                     |                    |                | Luis Valenzuela    | Héctor Ahumada       |

El 3 de octubre se realizó el sorteo del orden de las listas en las papeletas de votación, obteniendo el pacto «Frente Amplio» la letra A. El 5 de octubre fue rechazada la candidatura de Héctor Ahumada en Tiltil, sin embargo esta fue reclamada en el Primer Tribunal Electoral de la Región Metropolitana, la cual falló a favor de Ahumada y ordenó su inscripción.